# The Damnation Game (album)
Pour les articles homonymes, voir The Damnation Game.
Albums de Symphony X
Symphony X
(1994) The Divine Wings of Tragedy
(1997)
The Damnation Game est le second album studio du groupe Symphony X, sorti en 1995. C'est notamment le premier album du groupe avec Russell Allen au chant.
Il a par la suite été réédité par InsideOut[Quand ?].

## Liste des titres
1. The Damnation Game (4:32)
2. Dressed to Kill (4:44)
3. The Edge of Forever (8:58)
4. Savage Curtain (3:30)
5. Whispers (4:48)
6. The Haunting (5:21)
7. Secrets (5:42)
8. A Winter's Dream - Prelude (Part I) (3:03)
9. A Winter's Dream - The Ascension (Part II) (5:40)

La version rééditée par InsideOut comprend une piste bonus : Band Interview Part II.

## Personnel
- Michael Romeo - Guitares
- Russell Allen - Chants
- Thomas Miller - Basse
- Michael Pinnella - Claviers
- Jason Rullo - Batterie